# 핀트라거 전투

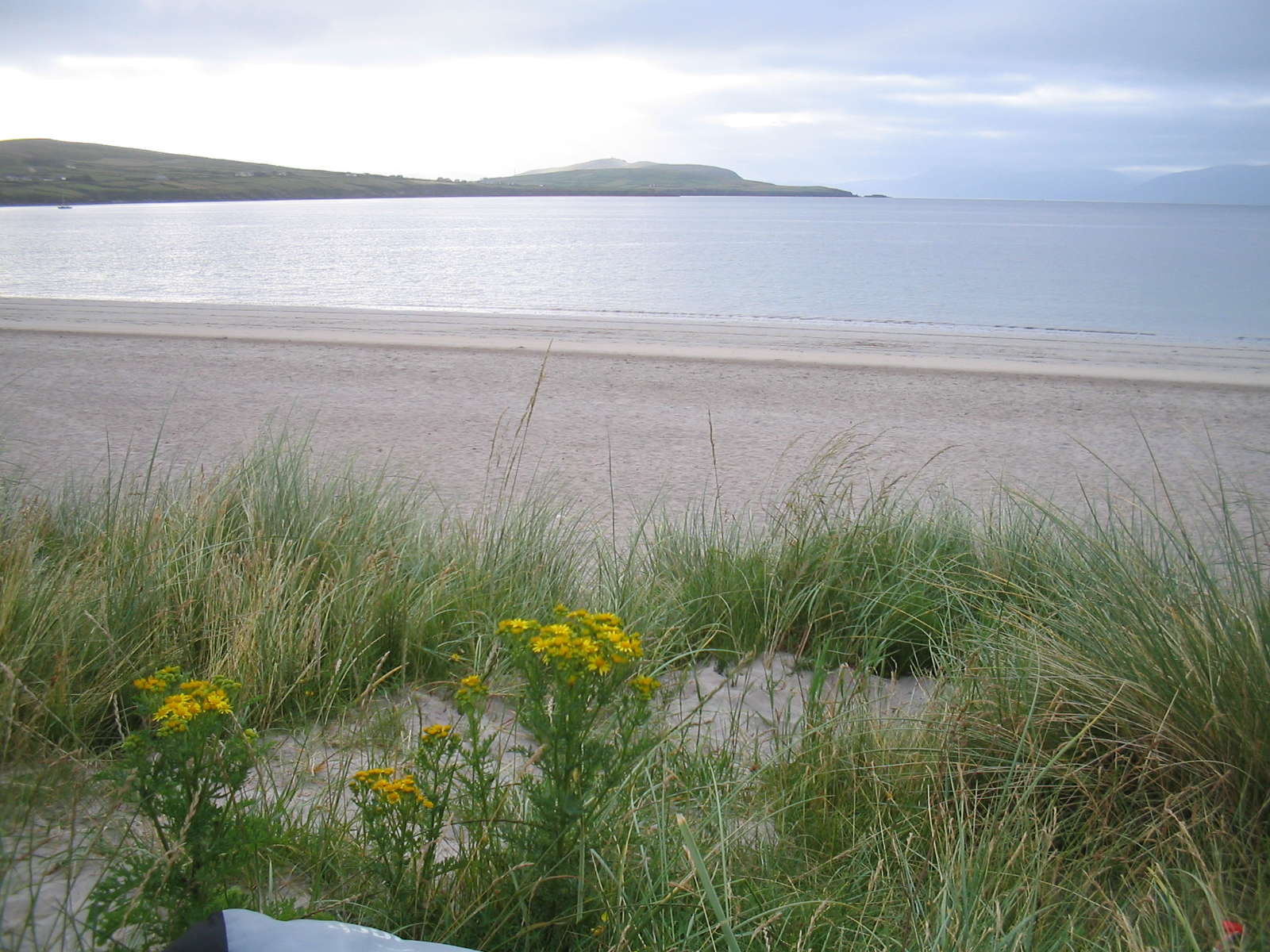
벤트리 해변.

「핀트라거 전투」(Cath Finntrágha 카흐 핀트라거)는 아일랜드 신화의 피니언 대계에 속하는 이야기 중 하나다. 현재의 형태로 채록되어 고착된 것은 15세기지만 그 이야기 자체는 훨씬 예전부터 존재했을 것이라고 생각된다. 영웅전사 핀 막 쿠월과 그의 피어너가 에린 땅을 침략자로부터 지켜내는 이야기다.
유럽 대륙에 다러 돈이라는 패자가 있어 강대한 권력을 만방에 떨치고 스스로를 "세계왕"이라 칭했다. 돈은 마침내 에린 섬마저 넘보고 침공해오는데, 단순히 침공해 오는 것이 아니라 핀 막 쿠월에게 도전장을 던졌다. 그 이유는 두 가지였는데, 우선 핀이 프랑스 왕 볼칸에게 용병으로 고용되었던 시절 볼칸의 왕비와 왕녀와 눈이 맞았던 바 그 죄값을 묻기 위함이었다. 또한 다러는 핀의 승승장구하는 무용담을 보고, 핀을 꺾으면 거대한 명예와 긍지를 얻게 될 것임을 알았다. 다러는 유럽 전역에서 거대한 군세를 긁어모아 에린섬 핀트라거(오늘날의 아일랜드 케리주 벤트리)에 상륙했다. 거대한 싸움이 벌어지고, 핀의 아들 오신이 볼칸과 싸웠다. 볼칸은 싸움 도중에 정신을 놓고 도망가 버렸는데 그가 도망간 곳이 볼칸 협곡(Glenn Bolcáin)이라 한다. 울라 왕의 어린 왕자가 소년병들을 이끌고 핀을 도와주러 왔지만 전사했다. 그 뒤 보드브 데르그가 이끄는 투어허 데 다넌들이 합세하면서 마침내 에린인들이 승리할 수 있었다. 핀이 다러 돈과 아마존 오가르마크(Ógarmach)를 죽이자 침략군은 패배를 인정하고 물러갔다.